# Elizabeth Eisenstein
Elizabeth Eisenstein   (Nova York, 11 d'octubre de 1923 - Washington DC, 31 de gener de 2016) fou una historiadora americana especialitzada en la Revolució francesa i en la França del començament del segle xix. És coneguda pels seus treballs sobre la història dels inicis de la impremta, els seus textos parlen de la transició entre l'era del manuscrit i la de la impremta, incloent-hi els efectes culturals que la impremta va significar per la civilització occidental.
Fou la tercera filla de Sam A. Lewisohn, fill d'Adolph Lewisohn i de Margaret Seligman, neta de Joseph Seligman.

## Biografia
Eisenstein va estudiar al Vassar College, on va obtenir el seu batxillerat. Més tard va anar al Radcliffe College, on estudia una llicenciatura i un Ph.D., amb el professor Crane Brinton. Entre 1959 i 1974 és professora adjunta a l'American University, a continuació es trasllada a la Universitat de Michigan, on és professora d'història. El 1979, passa a ser consultora pel Center for the Book de la Biblioteca del Congrés
Elizabeth Lewisohn Eisenstein obté plaça d'investigadora al Centre de recerca d'humanitats de la Universitat Nacional d'Austràlia (Australian Nacional University) i al Centre d'estudis avançats en ciències del comportament (Center for Advanced Study in the Behavioral Ciències) a Palo Alto. Va ser professora convidada al Wolfson College i va publicar les conferències que hi va fer sota el títol Fora del carrer Grub (Grub Street Abroad). Va ser reconeguda com a professora emèrita per la Universitat del Michigan.
L'últim llibre que va escriure és Art diví, la màquina infernal: la recepció de la impremta a l'oest (Divine Art, Infernal Machine: the Reception of Printing in the West) (Penn Press, 2011).

## Obra més coneguda
La seva obra més coneguda, La premsa escrita com a agent de canvi (The Printing Press as an Agent of Change) consisteix en dos volums (750 pàgines) i explora els efectes de la impremta sobre l'elit culta de l'Europa occidental després de l'aparició de Gutenberg. Posa l'accent sobre les funcions de la impremta en el terreny de la disseminació, de la normalització i de la preservació dels textos. Eisenstein mostra com aquestes funcions han ajudat al progrés de la Reforma Protestant, la Renaixença i la Revolució Científica. El seu treball històric reconegut com un treball rigorós i metòdic desenvolupa i clarifica les idees anteriors presentades sobretot per Marshall McLuhan, sobre els efectes simultanis d'aquesta revolució als mitjans de comunicació.
Des de la seva aparició, aquest treball ha portat debats en la comunitat universitària i continua alimentant investigacions actuals. Les seves investigacions sobre com es va passar del manuscrit a la impressió han influït la reflexió sobre com passar del text imprès al format informatitzat i al multimèdia, així com en la definició del text.
Aquest llibre li permeté concebre la revolució desapercebuda (The unacknowledged revolució), que és el nom que ella donà a allò que ha passat després de la invenció de la impremta. La impressió ha donat al públic l'oportunitat d'accedir a llibres i a coneixements als quals abans no tenien a l'abast, fet que ha comportat el creixement del saber públic i del pensament individual. Amb l'expansió de la impremta, la possibilitat de pensar a partir d'idees pròpies va esdevenir una realitat. La impremta també va estandarditzar i preservar el coneixement, ja que aquest era molt més fluid que en l'època del manuscrit. Per Eisenstein, aquest període fou important pel desenvolupament de la humanitat, però sovint és ignorat, per aquesta raó va escollir aquest títol per la seva publicació.